# Доминиканский монастырь в Подкамене
Доминиканский монастырь в Подкамене — памятник градостроительства и архитектуры (охранный номер 407/3), расположенный в поселке городского типа Подкамень, Золочевский район, Львовская область. Включает в себя монастырский комплекс, стены с воротами, колокольней и башнями XVIII века, звездчатые тенали созданные по проекту Христиана Дальке (1746 год).
Согласно повелению папы Бенедикта XIII, изданному 24 января 1725 года, здесь была коронована папскими коронами чудотворная Подкаменская икона Божией Матери, событие, на котором по сведениям историка Садока Баронча присутствовало 200 тысяч человек.

## История
Деревянный монастырь Базилианского ордена известен с 1464 года. В 1441 году Подкамень перешёл во владение Петра Цебровского, который построил на горе на месте будущего доминиканского монастыря грандиозный замок (пол. Zamek w Podkamieniu), контролировавший важную дорогу на Почаев. Монастырь и замок были сожжены и разрушены в 1519 году. С 1612 по 1695 на месте замка был построен доминиканский монастырь.
Доминиканцы наряду с бернандинцами были двумя наиболее распространенными орденами на территории Западной Украины и получали широкую поддержку от правительства Польши. Монастырь в Подкамене входил в тройку крупнейших католических монастырей на Западной Украине (двумя другими были бернандинские монастыри в Львове и Сокале). Благодаря этим факторам и удачному местоположению монастырь был снабжен развитой и дорогостоящей системой укреплений и представляет собой важный памятник, на примере которого можно проследить развитие фортификационных схем в XVII—XVIII веках.
Изначально укрепления располагали двумя линиями обороны: внутренняя была укреплена полукругыми бастеями/бастионами, внешняя состояла из земляных шанцев. Историк Садок Баронч пишет, что создание стен началось одновременно с строительством келейного корпуса и собора. Более распространено мнение, что строительство стен началось вместе с началом реконструкции фортификационных сооружений в 1702 году. Первое изображение монастыря относится к 1727 году. Оно, в частности, подтверждает сведения Баронча об украшении в 1726 году монастырских ворот "аттиком". После реконструкции и осуществления плана Xристиана Дальке (1746 год), монастырь получил две линии укреплений: внутренняя имела стены, семь полукруглых однотипных но отличавшихся планами бастей в три яруса с каменными сводами, с круглыми окнами на третьем ярусе и купольной крышей. Из них сохранились четыре, которые получили новые покрытия во время реставрации 1935–1938 годов.
На изображении 1727 года земляные шанцы вокруг монастыря отсутствуют. В 1746 году архитектор Станислав Макожевски начал расширение и перестройку келейного корпуса, продолжавшуюся до 1759 года. Часть оборонительной стены и бастей были снесены. Одновременно Дальке начал работу над внешней оборонительной линией монастыря, и в период с 1752 по 1759 год под непосредственным руководством архитектора Вильгельма была возведена система из звездчатых теналей. Работы, включали усиление сохраненной стены вокруг ворот, строительство сводчатых казематов, облицовку эскарпов и строительство башни-колокольни, имевшей оборонительную функцию. Колокольня была перестроена и приняла современный вид в середине XIX века.
Со стороны обрыва монастырь защищала дополнительная стена с бойницами, включенная в план Дальке, но отличающаяся по конструкции от других сохранившихся стен монастыря. Предполагается, что это остатки замка, разрушенного в 1519 году.
После попадания территории Подкаменя под власть Австрийской империи, монастырские ордена были упразднены, а монастырь сильно ограничен в правах. От полного разрушения, систему фортификаций спасла относительная удаленность монастыря, в котором был устроен госпиталь. К 1844 году на мест части теналей был разбит  барочный сад, окруженный стеной из камня, который был взят из облицовки эскарпов. Ров был засыпан землей гласиса, монастырские стены понижены.

### Костел и келейные корпуса.

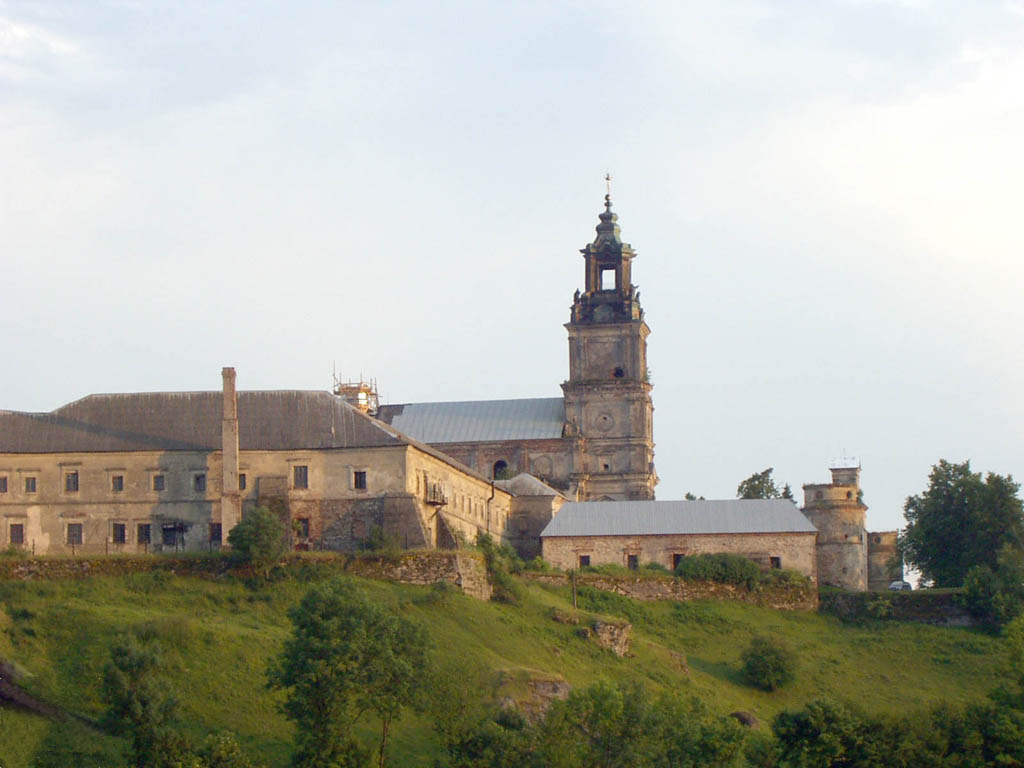
Монастырь

Вознесенский костел (охранный номер 407/1), строился из кирпича и камня с 1612 по 1695 годы, поскольку при строительстве дважды происходило обрушение сводов: около 1640 и в 1685 годах. В плане костел трехнефный, восьмистолпный, с шестигранной алтарной апсидой и двумя круглыми двухъярусными часовнями с ренессансными куполами. Нефы перекрыты полуциркульными сводами с распалубками. Фасады декорированы пилястрами коринфского и тосканского ордеров. В 1708 году к основному объёму была пристроена квадратная четырёхъярусная башня, для которой в 1713 были изготовлены башенные часы мастером А. Загайским. Барочное завершение украшенное скульптурами по проекту П. Гижицкого появилось на башне в 1761 году. Башенка-сигнатурка была создана плотником С. Дроздовичем в 1712 году. В 1760-м впритык к апсиде строится одноэтажный ораториум по проекту Д. Терлецкого.
В 1612 году началось и строительство каменных келий коридорной системы, продолжавшееся до 1680-х годов. Трехэтажное здание перекрыто цилиндрическими и крестовыми сводами. Суровые, лишенные архитектурного декора стены укреплены каменными контрфорсами. Во дворе келейного корпуса в 1708 г. был отрыт колодец глубиной около 94 м. С 1746 по 1759 г. по проекту Станислава Макожевского возводится новая восточная часть здания, образуя второй, больший по площади внутренний двор. Здание отреставрировано в 1864 г. После пожара в 1915—1916 гг. восстановительные работы проводились под руководством архитектора В. Дайчака.
В интерьере костела сохранились фрески. Другое внутреннее убранство пострадало во время военных действий 1915 года и пожара 1916 года. Сгорели крыши всех зданий, убранство костела. В 1935–1938 годах памятник отреставрирован.
В период с 1945 по 1955 год монастырь использовался как тюрьма, затем в нём располагался гараж и психиатрическая больница. С 1997 года в монастыре живут монахи-студиты.

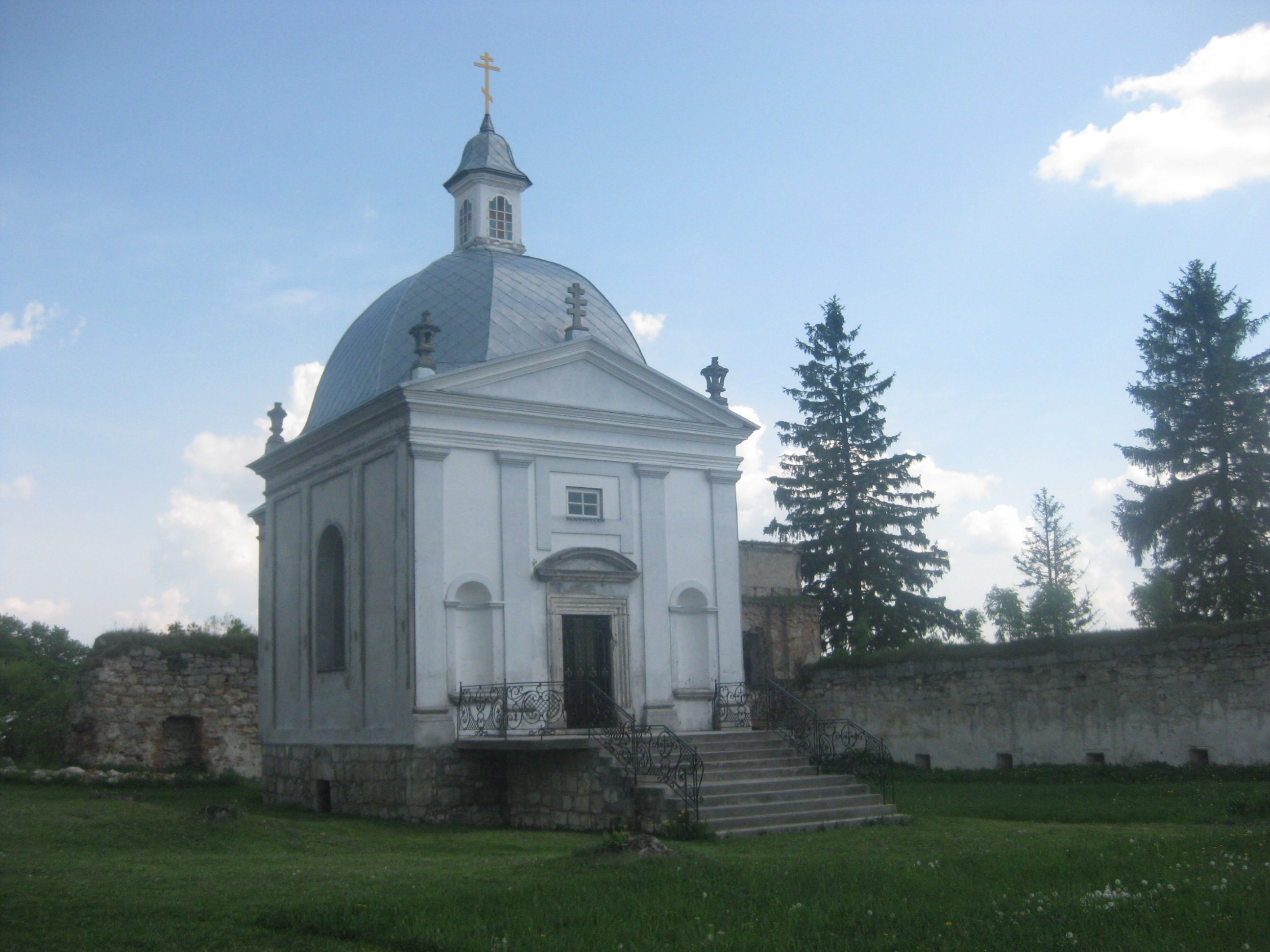
Часовня Николая Цигельского, бывшая часовня Св. Яна Непомука, 1780е(?) годы.

### Часовня Параскевы Пятницы

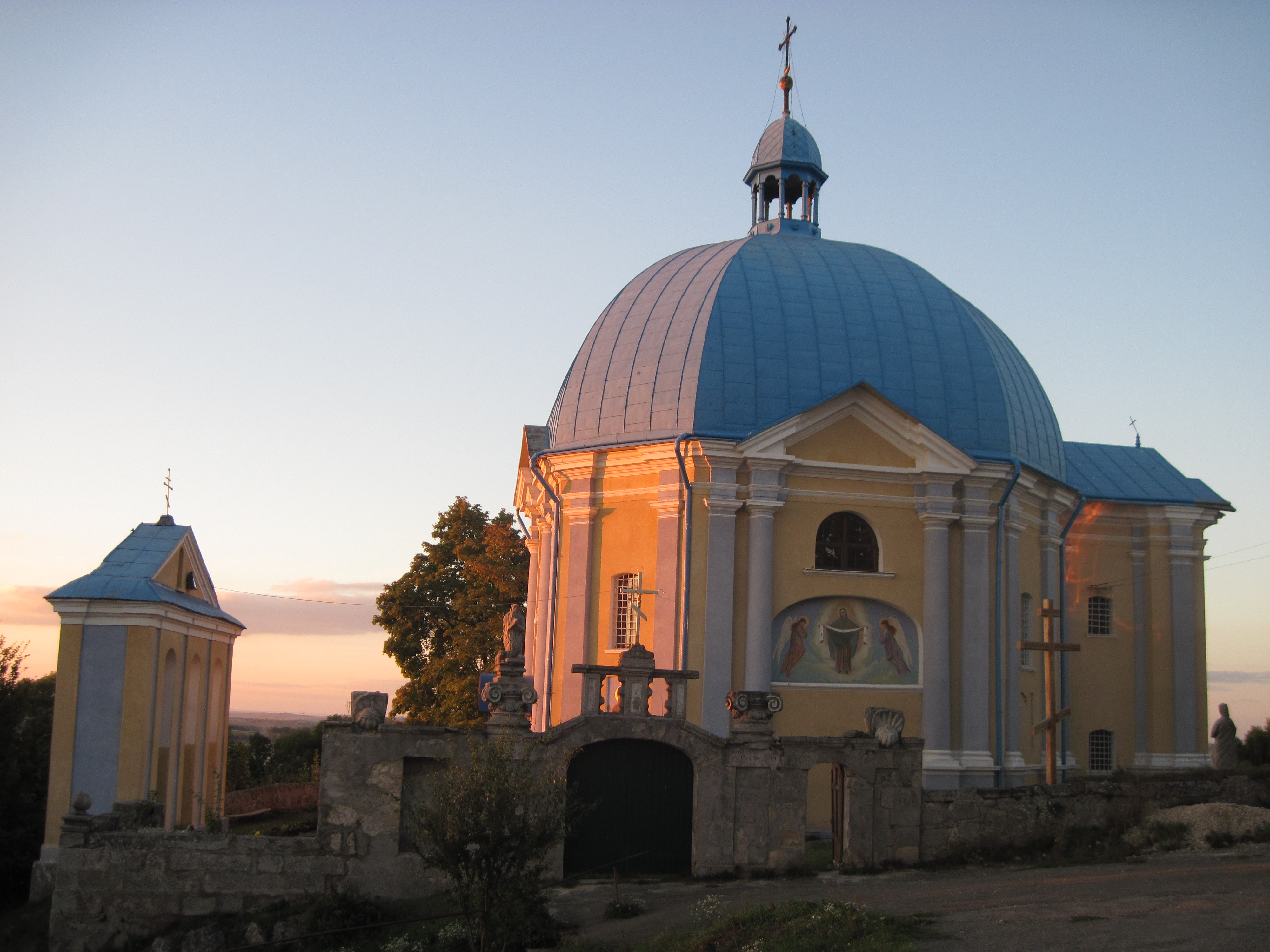
Часовня Параскевы Пятницы, 1739—1741 годы.

Ротонда в честь Параскевы Пятницы с прямоугольной пристройкой по проекту архитекторов А. Кастелян и Ф. Каппони, относится к лучшим образцам барочной архитектуры. Построена в 1739—1741 годах как монастырская часовня, помещение перекрыто сомкнутым сводом.